# Dorstenia tayloriana
Dorstenia tayloriana är en mullbärsväxtart som beskrevs av Alfred Barton Rendle. Dorstenia tayloriana ingår i släktet Dorstenia och familjen mullbärsväxter. Utöver nominatformen finns också underarten D. t. laikipiensis.